# Iconenverering
Iconenverering is de devotie tot religieuze afbeeldingen van Christus, de Moeder Gods, andere heiligen of gebeurtenissen uit de heilsgeschiedenis.

## Aspecten van de iconenverering
Een icoon wordt niet beschouwd als een religieus kunstwerk en heeft weinig gemeen met een schilderij waarop een religieus thema, zoals de bekende Aanbidding van het Lam Gods door de gebroeders Van Eyck of De Kruisafneming door Peter Paul Rubens, wordt voorgesteld.
Een icoon wordt vereerd als een heilig voorwerp, en maakt onvoorwaardelijk deel uit van de eredienst.

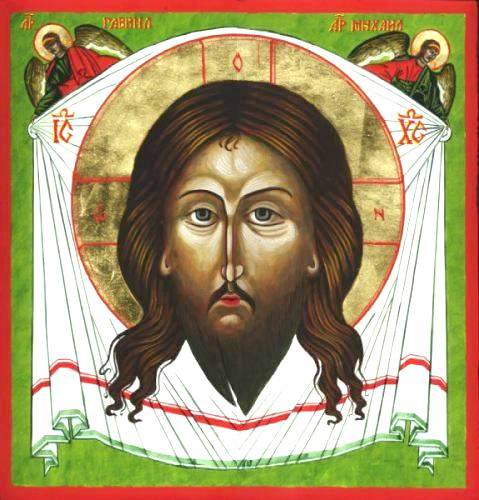
Mandylion

Volgens oude legenden zijn de oudste iconen niet door mensenhanden gemaakt. Voorbeelden hiervan zijn het Mandýlion-portret van Christus en de afbeelding van Maria volgens de traditie geschilderd door Sint Lucas.
Een icoon wordt gezien als het zichtbare teken van een bovennatuurlijke, hemelse werkelijkheid, van een geloofspunt: men ziet wat men gelooft. De icoon maakt het onzichtbare zichtbaar, het is "een venster waardoor wij de hemelse werkelijkheid aanschouwen". Met andere woorden: iconen brengen geen fantasie, maar realiteit: Christus, Maria en de heiligen hebben niet alleen werkelijk bestaan in het verleden, zij behoren ook reëel tot de geestelijke wereld van nu.
Die hemelse werkelijkheid ligt voor altijd vast. Hierdoor kan er weinig of geen stijlevolutie zijn: de artistieke vrijheid van de iconenschilder is door religieuze voorschriften beperkt. Uit respect voor de oude tradities worden steeds dezelfde, stereotiepe gelaatstrekken en expressies, dezelfde houdingen, gebaren en kleding, dezelfde kleurencombinaties en dezelfde symboliek gebruikt.
De objectieve gelijkenis met het archetype of oerbeeld is belangrijk, niet de subjectieve appreciatie door de individuele mens. De schilder mag van het eenmaal vastgelegde uitbeeldingsschema niet al te ver afwijken.
Iconen verschillen in uitvoering en in functie zo duidelijk van de religieuze kunst in het westen. De westerse kunstenaar kan zich toeleggen op het scheppen van schoonheid en kan zijn persoonlijke visie op het religieuze thema weergeven. De icoonschilder echter is gebonden aan strikte regels van de traditie.

## Geschiedenis van de icoonverering
De eerste christenen stonden vanwege het verbod op afgoderij (Ex. 20, 3-4) huiverig tegenover een beeldencultus in de eredienst. Die eerste christenen waren veelal bekeerde Joden afkomstig uit de diasporagemeenten.
Religieuze afbeeldingen, geschilderd of gebeeldhouwd, waren hen zeker niet geheel vreemd. Op de Ark van het Verbond bevonden zich beelden van cherubs. In de Joodse Tempel waren er afbeeldingen van engelen en stieren. In het boek Numeri werd door God aan het volk Israël opgedragen een "vurig" slangenbeeld te maken en het ook cultisch te gebruiken om te genezen.
In het Romeinse rijk werden de christenen geconfronteerd met een bestaande beeldcultuur. Beelden en afbeeldingen waren overal aanwezig. Enerzijds hadden de christenen een afkeer van de afgodsbeelden, die voor hen heidens waren, daar ze goden uitbeelden in menselijke of dierlijke gedaante. Anderzijds beïnvloedde deze beeldcultuur de vroegchristelijke kunst.
Dit blijkt uit de vele fresco's in de catacomben van Rome, die de Goede Herder, Maria en het sacrament van de Eucharistie afbeelden. Het gaat om thematisch christelijke fresco's uitgevoerd volgens de conventies van de (wereldlijke) Romeinse schilderkunst.
Tot de oudst bewaarde uitingen van christelijke kunst behoren ook de muurschilderingen in grafkamers en de versieringen op sarcofagen waarin vooral het geloof van de christengemeenschap in de wederopstanding tot uiting wordt gebracht.
De Byzantijnse religieuze kunst kende een bloeitijd in de 6e eeuw onder Justinianus I. De mozaïeken van de Hagia Sophia en van de kerken in Ravenna getuigen hier nog steeds van.
De term icoon werd oorspronkelijk gebruikt voor elke beeldende voorstelling van monumentale schilderkunst op de muren en koepels van kerken tot de miniatuurkunst in boeken.
De oudste bekende iconen op houten panelen - in de betekenis waarin we de term nu gebruiken - zijn afkomstig uit het Sint-Catharinaklooster in de Sinaï (Egypte). Ze dateren uit de 6e eeuw.
Er wordt aangenomen dat de mummieportretten, zoals gevonden in de Egyptische Fajoem-oase, als voorbeeld dienden voor de eerste iconen. De Sint-Catharinaklooster-iconen zijn afbeeldingen van heilige personen.
De iconenschilders beschouwden de incarnatie - God die een menselijke gestalte aannam in Jezus Christus en daarmee dus een aards beeld van zichzelf achterliet - als hét argument dat het vervaardigen van afbeeldingen van Bijbelse figuren en heiligen verantwoordde. God had immers zelf ook in aardse materie zijn beeld achtergelaten. Bovendien - wisten ze - was in het Oude Testament de verafgoding van beelden verboden maar niet direct het gebruik ervan in de godsdienst ter ere van God.
In 730 verbood de Byzantijnse keizer Leo III - onder invloed van zijn hofgeestelijken - bij edict het gebruik van afbeeldingen ter aanbidding.
Dit was het begin van de periode van het iconoclasme of de beeldenstrijd die duurde van 730 tot 843. Twee stromingen stonden tegenover elkaar. De iconoclasten vernielden alle afbeeldingen. De iconodoulen bleven ze verder vereren, maar moesten soms naar Rome uitwijken vanwege vervolgingen.
Het Concilie van Nicea II in 787, bijeengeroepen door keizerin Irene, behandelde het probleem. De vraag was: Mag men wel of niet beelden vereren? De uitspraak was: Geen latreia, wel douleia. (Geen aanbidding, wel verering.)
In de Oosterse Kerk duurde de beeldenstrijd evenwel voort. In 843 werd, op aandringen van keizerin Theodora, het vervaardigen van afbeeldingen van heiligen opnieuw toegelaten.
Men kwam tot een compromis: enkel tweedimensionale "iconen" mogen worden vereerd. Dit waren schilderingen op houten panelen ("iconen") of op pleister (fresco's), afbeeldingen in laagreliëf (tabletten in hout, ivoor, metaal...) en mozaïeken. Zo verdween de driedimensionale christelijke beeldhouwkunst grotendeels uit het oostelijk christendom, dit in tegenstelling tot het westen en Rome waar de fresco's uit de mode raakten.
Het hierboven vermelde Sint-Catharinaklooster, dat als een christelijk eiland in moslimgebied buiten de invloedssfeer van Byzantium lag, werd gespaard van de iconenvernietiging. Vandaar dat het de oudst bewaarde iconen heeft.
Na het iconoclasme ontwikkelde de iconenkunst zich in alle landen waar de oriëntaals-orthodoxe, oosters-orthodoxe en oosters-katholieke kerken aanwezig waren.
Constantinopel, als zetel van de oecumenisch patriarch, heeft een grote invloed gehad op de verspreiding van de iconenkunst. De Byzantijnse school wordt als de moeder van de iconenscholen beschouwd. Elk land en iedere periode drukte een eigen stempel op zijn iconen. Kenners kunnen, ondanks het gebruik van stereotypen, op basis van de wijze waarop de iconen geschilderd zijn, aflezen waar ze gemaakt zijn en in welke periode. De iconenkunst bleef bloeien tot in de 17e eeuw. Ook nu nog worden er in de orthodoxe wereld nieuwe iconen gemaakt.
In de westerse kerk en meer bepaald de Rooms-Katholieke Kerk is de driedimensionale beeldenverering nooit problematisch geweest. Tijdens de Reformatie werd het vereren van beelden wel aan de orde gesteld.